# Vousák senegalský
Vousák senegalský (Lybius dubius) je asi 26 cm velký pták z čeledi Lybiidae a řádu šplhavců.

## Znaky
Má nápadně krátký krk, velkou hlavu, silný zobák a krátký ocas. Hlavu, hřbet, ocas a hruď má černé, hrdlo a břicho červené, oči žluté. Pohlaví jsou si zbarvením velmi podobná.

## výskyt
Žije v hustě zalesněných oblastech a zahradách s porostem fíkovníků na rozsáhlém území západní Afriky.

## Biologie
Zdržuje se v hejnech o 4-5 párech. Živí se různými plody, mláďata krmí hmyzem. Hnízdí v dutinách stromů, v jedné snůšce jsou pak 2 bílá vejce.